# الأميرة التي لم تبتسم قط

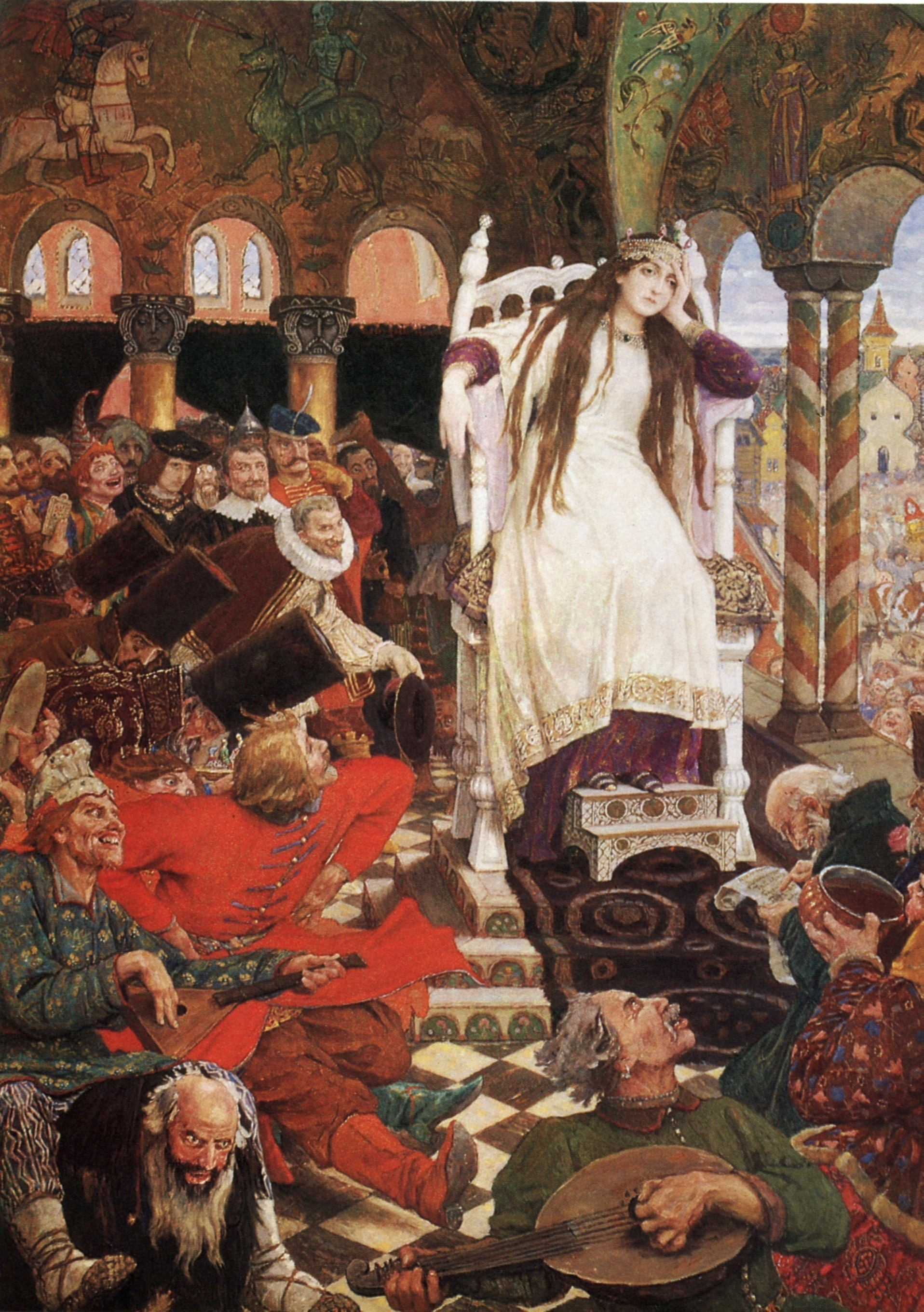
الأميرة التي لم تبتسم أبدًا بواسطة فيكتور فاسنيتسوف

الأميرة التي لم تبتسم قط أو تساريفنا اللامبتسمة ( (بالروسية: Царевна Несмеяна)‏ هي حكاية خرافية روسية جمعها ألكساندر أفاناسييف في قصص روسية خيالية.

## تلخيص
كان هنالك أميرة، لم تبتسم أو تضحك أبدًا. ولقد وعد والدها بأن أي رجل يستطيع جعلها تضحك أو تبتسم سوف يقوم بتزويجها له، وقد حاول الكثير والكثير من الرجال، ولكن دون أي جدوى، لم يستطع أي منهم إضحاكها.
في جميع أنحاء المدينة، عمل عامل صادق بجد لسيده. في نهاية العام، وضع السيد أمامه كيس من المال، وقال له أن يأخذ ما يريد. لتجنب الذنب ( الخطيئة ) بأخذ الكثير، أخذ عملة واحدة فقط، وعندما ذهب للشرب من البئر، أسقط العملة المعدنية وخسرها. و في العام التالي، حدث الشيء نفسه مرةً أخرة. و في السنة الثالثة، أخذ العامل نفس القدر من العملة، عملة واحة فقط، و عندما شرب من البئر لم يخسر عملته المعدنية هذه المرة، وطفت العملتين السابقتين، وبذلك قرر رؤية العالم. سأله فأر عن الصدقة. فأعطاه عملة معدنية. ثم فعل الشيء نفسه بالنسبة لخنفساء وسمك السلور.
ذهب إلى القلعة ورأى الأميرة تنظر إليه. فاجئته فسقط في الوحل. جاء الفأر والخنفساء وسمك السلور لمساعدته، وفي ضحكاتهم الغريبة، ضحكت الأميرة. أشارت إليه إنه الرجل المنشود، وعندما تم إحضاره إلى القلعة، تحول إلى رجل وسيم، العامل الصادق، والآن هذا الرجل الوسيم تزوج الأميرة.

## زخارف
إن جعل الأميرة تضحك أو تبتسم، هي حكاية خرافية شائعة الاستخدامات المختلفة. تتويج غولدن غوس وماجيك سوان، حيث تتسبب الإوزة أو البجعة في تمسك الشخصيات الأخرى مع بعضها البعض، و هذا المشهد جعل الأميرة تضحك لأول مرة، مما يؤدي في هذه القصة إلى زواجها. على الرغم من ذلك، تجمع بين رواية خرافية بيرونتو وإطار قصه جامباتيستا بازيل، مقارنةً مع لعنه سببها شخص غاضب ضحك عليها ثم أجبر الأميرة على الزواج من شخص ما.

## الأقاويل
تضمن كتاب نادي شارع سمسم، للكتاب بعنوان كتاب قصص شارع سمسم الأبجدية (والذي يتخلل أشياء مختلفة تبدأ من الحروف اللاحقة إلى القصص سيئة السمعة كما ترويها شخصيات شارع سمسم)، رواية سريعة عن «الأميرة التي لم يضحك» باستخدام إكسيليفون ويويو ( إكس و واي ) كدعائم يستخدمها شخصان يحاولان جعل الأميرة تضحك دون جدوى. لقد انتهى الأمر عندما أكل الوحش كوكي، الذي كان وراءهما تناول كلا الشخصين، والذي جعل الأميرة تعتقد أنه كان ممتعًا.

## روابط خارجية
مسرح Farie Tale والبرامج التلفزيونية؛ الأميرة التي لم تضحك أبدًا (1986)